# Stora torget, Sala
Stora torget är ett kvadratiskt, kullerstensbelagt torg i Sala. Vid torgets norra sida ligger Sala rådhus och kommunhus. Söder om torget ligger gallerian Sala torg.